# Н-Транс
«Н-Транс» — российский холдинг, специализирующийся на инвестициях и управлении компаниями в сфере транспортной инфраструктуры. В разные годы «Н-Транс» владела компаниями в сфере портового бизнеса и железнодорожных перевозок. На базе её активов были созданы компании Global Ports и Globaltrans.

## История
Компания «Северстальтранс» создана в 1996 году как экспедиторская компания, которая занималась оптимизацией логистики, преимущественно «Северстали». В 2001 году компания приобрела долю в Восточном порту, в 2002 году консолидировал пакеты в Таганрогском порту и Туапсинском морском торговом порту и вошла в акционерный капитал «Первого контейнерного терминала».
В 2002 году «Северстальтранс» совместно с группой First Quantum, которая являлась одним из акционеров ОАО «Морской порт Санкт-Петербург», создал «Национальную контейнерную компанию». В новое предприятие вошёл проект контейнерного терминала в Усть-Луге и, совместно с группой «Дело», в проект контейнерного терминала в Новороссийске (НУТЭП).
В 2004 году «Северстальтранс» приобрела долю в терминале по перевалке нефтепродуктов Estonian Oil Service (позднее 50 % было продано Royal Vopak N.V.).
В 2006 году партнёры разделили «Национальную контейнерную компанию». «Северстальтранс» получила доли в дальневосточных контейнерных терминалах — «Владивостокском контейнерном терминале» (это было СП с ОАО «Владивостокский морской торговый порт») и «Восточной стивидорной компании» (другим акционером был Dubai Port World). First Quantum получил активы НКК на Северо-Западе и Юге — «Первый контейнерный терминал», «Балтийский контейнерный терминал» (современный «Усть-Лужский контейнерный терминал»), долю в новороссийском НУТЭПе и «Каспийский контейнерный терминал» в порту Оля.
«Северстальтранс» в 2007 году купил второй по объему перевалки контейнерный терминал на Северо-Западе — «Петролеспорт», а также приобрел у финской у Container Finance Group доли в Multi-Link Terminals Ltd Oy (MLT) и Container Depot Ltd Oy, благодаря чему стала акционером терминала «Моби Дик» в Кронштадте и финских контейнерных терминалов в Котке и Хельсинки, а также проекта логистического терминала в Янино.
В 2007 году совладельцы «Северстальтранса» Константин Николаев, Никита Мишин и Андрей Филатов в 2007 выкупили 50%-долю компании у владельца «Северсталь-групп» Алексея Мордашова и переименовали компанию в «Н-транс». На тот момент на долю услуг «Северстали» в выручке транспортной компании приходилось лишь 4,8%.
В 2008 году «Н-Транс» продал группе FESCO свою долю в ООО «Владивостокский контейнерный терминал». В том же году в результате реорганизации были созданы две компании: Global Ports, объединившая терминальные активы, и Globaltrans, в которую собрали железнодорожные активы.
В последующие годы компания последовательно сокращала долю владения в Global Ports. В 2011 году «Н-Транс» вывела Global Ports на Лондонскую биржу. В ходе IPO компания предложила рынку 25 % акций Global Ports. В ноябре 2012 году компания APM Terminals B.V., терминальное подразделение группы A.P. Møller — Mærsk, выкупила у «Н-Транс» половину их акций Global Ports, 37,5 % компании. В 2018 году «Н-Транс» окончательно вышел из Global Ports — ГК «Дело» выкупила оставшийся 30,75%-ный пакет портового оператора.
В 2012 году Globaltrans первым среди российских железнодорожных операторов провел IPO на Лондонской бирже и привлёк $449 млн. До первичного размещения доля «Н-Транс» в компании составляла 70%. В тот же год прошло два SPO, в результате которых «Н-Транс» выручила $520 млн и 200$ млн за 9,8% и 5,74% акций соответственно. К 2018 году пакет основателей «Н-Транс» в Globaltrans сократился до 34,5%, free float компании составлял 59%.

## Собственники и руководство
«Н-Транс» принадлежит топ-менеджерам и основателям группы в лице генерального директора Константина Николаева, коммерческого директора Никиты Мишина и исполнительного директора Андрея Филатова.
До апреля 2007 года одним из акционеров являлся владелец «Северсталь-групп» Алексей Мордашов (50 % акций). С компанией также связан Игорь Левитин, бывший министром министром транспорта РФ в период с 2004 по 2012 год. С 1996 по 2004 год он работал в ЗАО «Северстальтранс» (с 1998 года — заместитель генерального директора компании) и курировал вопросы транспортного машиностроения, железнодорожных перевозок и работы морских портов. На министерский пост он перешел именно с этой должности.

## Деятельность
Акционеры «Н-Транс» за четверть века владели разными компаниями в сфере железнодорожных перевозок, контейнерного бизнеса, делали инвестиции в транспортную инфраструктуру.
Ключевым активом являются холдинг Globaltrans и его крупнейшее предприятие «Новая перевозочная компания» — по итогам 2019 года третий по размеру железнодорожный оператор России. В Globaltrans партнёры «Н-Транс» через аффилированные структуры владеют чуть более трети компании.
Ранее «Н-Транс» владела крупнейшим российским оператором контейнерных терминалов Global Ports. Компания была сформирована в 2008 году на базе портовых активов, собираемых с 1996 года. В 2018 году партнёры «Н-Транс» полностью вышли из актива.